# Sir John Guise Stadium
Sir John Guise Stadium – wielofunkcyjny stadion w Port Moresby, stolicy Papui-Nowej Gwinei. Został otwarty w 1991 roku. Pojemność stadionu wynosi 15 000 widzów. Obiekt nosi imię Johna Guise, pierwszego gubernatora generalnego Papui-Nowej Gwinei. Stadion był jedną z aren Igrzysk Południowego Pacyfiku 1991 oraz Igrzysk Pacyfiku 2015, gościł również część spotkań kobiecych piłkarskich Mistrzostw Świata U-20 2016 oraz wszystkie mecze piłkarskiego Pucharu Narodów Oceanii 2016. W 2016 roku obok Sir John Guise Stadium wybudowano PNG Football Stadium.